# Dolmen de la Madeleine (Lessac)
Pour les articles homonymes, voir Dolmen de la Madeleine (Carnac) et Dolmen de la Madeleine (Gennes).
Le dolmen de la Madeleine appelé aussi dolmen de Sainte-Madeleine,, mais aussi Pierre-Madeleine ou Tombeau de la Dame ou encore Pierre Couvreau, serait un ancien mégalithe converti en chapelle au Moyen-Age. L'édifice est situé dans la commune de Lessac en Charente.

## Historique
Il s'agirait d'une dalle mégalithique réutilisée au Moyen Âge pour bâtir une chapelle.  Cette construction daterait du XIe siècle. Au XIXe siècle, la chapelle fut transformée en cabaret. 
L'édifice a été classé par liste monument historique en 1900.

## Description
L'édifice est situé sur une île au milieu de la Vienne quelques kilomètres au nord de Confolens, sur la commune de Lessac tout près de Saint-Germain-de-Confolens, l'île de Sainte-Madeleine ou de Saint-Germain.
La dalle mesure 4,50 m de long. Elle est de forme triangulaire et mesure au plus large 3,60 m. Son poids est estimé à 18 tonnes. Elle est posée sur quatre colonnettes écartées de 2,40 m à l'avant et 2,15 mètres à l'arrière. Les colonnettes mesurent 2,70 m de hauteur. Elles se composent d'une base carrée (0,35 m de hauteur), d'un fût cylindrique (0,35 m de diamètre, 1,75 m de hauteur), d'un chapiteau et d'un tailloir carré. Le bloc de pierre (1,20 m de long sur 0,78 m de large) visible à l'arrière du monument serait les restes d'un autel.
Le caractère mégalithique de la pierre n’apparaît qu'avec les écrits de Michon qui rapportent diverses croyances locales. Au XIXe siècle, certains préhistoriens prétendaient même que les colonnettes auraient été taillées dans les anciennes orthostates du dolmen. Une fouille pratiqué en 1878 a permis de découvrir une sépulture médiévale contenant divers ossements humains dont ceux d'enfants et des poteries vernissées en terre cuite. Aucune trace archéologique ne permet d'attester l'existence d'une construction  mégalithique sur le site antérieure à la construction de la chapelle. 

## Folklore
Selon la tradition sainte Madeleine portait la dalle sur sa tête et les colonnettes dans les poches de son tablier. Pour atteindre l'île en sautant par-dessus la Vienne, elle prit son appui sur un rocher situé sur la rive gauche, où elle laissa son empreinte de pied, qui fut connu par la suite sous le nom de Pas de Sainte-Madeleine. Ses moutons auraient eux aussi laissé leurs empreintes.